# بولينو
بولينو (بالإيطالية: Polino)‏ هي بلدية في مقاطعة تيرني في إقليم أومبريا الإيطالي.

## السكان
في سنة 1861 بلغ عدد السكان 406 نسمة، وتطور العدد ليصل في سنة 2011 لـ 246 نسمة.
يظهر هذا المخطط البياني تطور النمو السكاني لـ بولينو